# Frodisia
Frodisia lub Wrisia (gr. Φρόδισια lub Βροΐσια, tur. Yağmuralan) – wieś na Cyprze, w dystrykcie Nikozja.